# 深浦厚之
深浦 厚之（ふかうら あつゆき、1958年6月 - ）は、日本の経済学者。専門は金融論。

## 来歴
愛知県名古屋市生まれ。名古屋市立向陽高等学校を経て、1981年、北海道大学経済学部卒業。筑波大学大学院社会科学研究科博士課程単位取得退学。北海道大学博士（経済学）。
1986年9月、筑波大学社会科学系助手。1989年、長崎大学経済学部講師、1991年、同助教授、1997年、同教授。2024年、定年退職、鎮西学院大学総合社会学部教授。
2017年、厚生労働省労働基準局長表彰を受けた。

## 著書

### 単著
- 『銀行組織の経済分析』（有斐閣、1995年）
- 『債権流動化の経済学』（日本評論社、1997年）
- 『債権流動化の理論構造』（日本評論社、2003年）

### 共著
- 『韓国・台湾の株式市場』（中央経済社、1993年）
- 『ネットワーク社会とペイメントメカニズム』（日本クレジット産業協会、1998年）
- 『マクロ経済研究』（九州大学出版会、2004年）